# Джон Тінісвуд
Джон Тінісвуд (англ. John Tinniswood; 26 серпня 1912, Ліверпуль — 25 листопада 2024) — британський бухгалтер та довгожитель чий вік підтвердила Група геронтологічних досліджень (GRG), Книга рекордів Гіннеса та Група LongeviQuest (LQ). Був найстарішим живим чоловіком у Великій Британії. 29 червня 2024 року після смерті 112-річного Ши Піна, він став найстарішим живим чоловіком у світі. На момент смерті 25 листопада 2024 у віці 112 років 91 день входив до 70 найстаріших підтверджених чоловіків у світі.

## Біографія
Джон Тінісвуд народився 26 серпня 1912 року в м. Ліверпулі, Мерсісайд.
У роки Другої світової війни працював у Корпусі заробітної плати Королівської армії. Там він зустрів свою майбутню дружину. Їхнє весілля відбулося 1942 році, а 1943 році у них народилася донька Сьюзен.
Тінісвуд побудував кар'єру бухгалтера в компанії Royal Dutch Shell. У 1972 році вийшов на пенсію. Вболівальник футбольного клубу Ліверпуль.
У 1988 році після 44 років шлюбу померла його дружина Блодвен.
Тінісвуд мешкав у власній квартирі до 107 років. В подальшому, через проблеми із зором, він переїхав до будинку похилих людей.
30 березня 2021 року у віці 108 років Тінісвуд отримав першу дозу вакцини проти COVID-19.
Помер 25 листопада 2024 року в Саутпорті, Мерсісайд, Англія, у віці 112 років 91 день.

## Рекорди довгожителя
- 25 вересня 2020 року, після смерті Гаррі Франсмана, Джон Тінісвуд став найстарішим живим чоловіком Великій Британії, чий вік був підтверджений.
- 31 березня 2024 року, після смерті Гісабуро Сонобе, Джон Тінісвуд став 2-м найстарішим живим чоловіком у світі, чий вік був підтверджений.
- 2 квітня 2024 року, після смерті Хуана Вісенте Переса Мори, Джон Тінісвуд став 3-м найстарішим живим чоловіком у світі.
- 1 червня 2024 року, після смерті 112-річного французького довгожителя Жоржа Томаса, Джон Тінісвуд 2-м найстарішим живим чоловіком у світі.
- 29 червня 2024 року, після смерті 112-річного китайського довгожителя Ши Піна, став найстарішим живим чоловіком у світі[16][17].
- 26 серпня 2024 року Джон Тінісвуд став 67-м чоловіком в історії який досяг 112-річчя.